# شوکران آبی پیازدار
شوکران آبی پیازدار (نام علمی: Cicuta bulbifera) نام یک گونه از سرده شوکران آبی است.